# De Dion-Bouton Type IB
Der De Dion-Bouton Type IB ist ein Pkw-Modell aus der Zeit zwischen den beiden Weltkriegen. Er gehört zur Baureihe der V8-Modelle des französischen Herstellers De Dion-Bouton.

## Beschreibung
Das Modell erhielt am 10. Juni 1920 seine Zulassung von der nationalen Behörde. Es ist in der Preisliste des Herstellers vom März 1919 aufgeführt. Es wurde in den Modelljahren 1919 bis 1922 in Frankreich und dem Vereinigten Königreich angeboten.
Der V8-Motor hat zunächst 60 mm Bohrung, 100 mm Hub und 2262 cm³ Hubraum. Er war damals in Frankreich mit 12 Cheval fiscal (Steuer-PS) eingestuft. Die Motorleistung ist mit 20 BHP angegeben, was etwa 20 PS sind. Wie so viele Fahrzeuge aus dieser Zeit hat es ein festes Fahrgestell, Frontmotor, Kardanantrieb und Hinterradantrieb. Das Getriebe hat vier Gänge.
Eine Quelle gibt an, dass für das Modelljahr 1920 die Bohrung auf 65 mm vergrößert wurde, woraus sich 2655 cm³ Hubraum und 20,9 bhp ergaben. Die Einstufung mit 12 CV soll aber gleich geblieben sein. Eine erneute Vorführung bei der Zulassungsbehörde und ein anderer Typencode sind nicht bekannt, obwohl das damals in Frankreich Standard war.
Der Radstand beträgt 3180 mm und die Fahrzeuglänge zumindest für eine Ausführung 4320 mm. Eine andere Quelle bestätigt den Radstand und nennt 1250 mm Spurweite. Die Höchstgeschwindigkeit ist mit etwa 80 km/h angegeben.
Bekannt sind Aufbauten als Tourenwagen, Limousine, Coupé, Roadster mit Notsitz und Cabriolimousine.
1922 wurde das Modell ohne Nachfolger eingestellt.
Ein erhaltenes Fahrzeug wurde 2011 auf einer Ausstellung präsentiert.